# Tegeler See
Der Tegeler See liegt im Berliner Ortsteil Tegel des Bezirks Reinickendorf. Mit 450 Hektar Fläche (einschließlich knapp 54 Hektar Inseln) ist er nach dem Müggelsee der zweitgrößte See der Stadt und bildet eine rund fünf Kilometer lange verzweigte Ausbuchtung der Havel. Er ist mit Wasserstraßenklasse IV ausgewiesen. Er gehört rechtlich zur Bundeswasserstraße Havel-Oder-Wasserstraße (HOW). Er wird vor allem von Wassersportlern und der Passagierschifffahrt genutzt. Zuständig für die Verwaltung ist das Wasserstraßen- und Schifffahrtsamt Spree-Havel.

## Geographie
Das Wort „Tegel“ entstammt einem slawischen Wurzelwort, das „Anhängsel“ bedeutet. Und genau dies ist der Tegeler See: Er ist ein Anhängsel der Havel. Der Anteil der Uferstellen, an denen man baden kann, ist gering. Am Nordwestufer des Sees liegt das Freibad Tegeler See im Tegeler Forst. Darüber hinaus gibt es einige weitere eintrittsfreie Badestellen, von denen drei durch Wasserrettungsstationen der DLRG an den Sommerwochenenden gesichert werden. Der See hat eine gute Wasserqualität und zählt zu den innerstädtischen Berliner Gewässern mit der größten Sichttiefe.

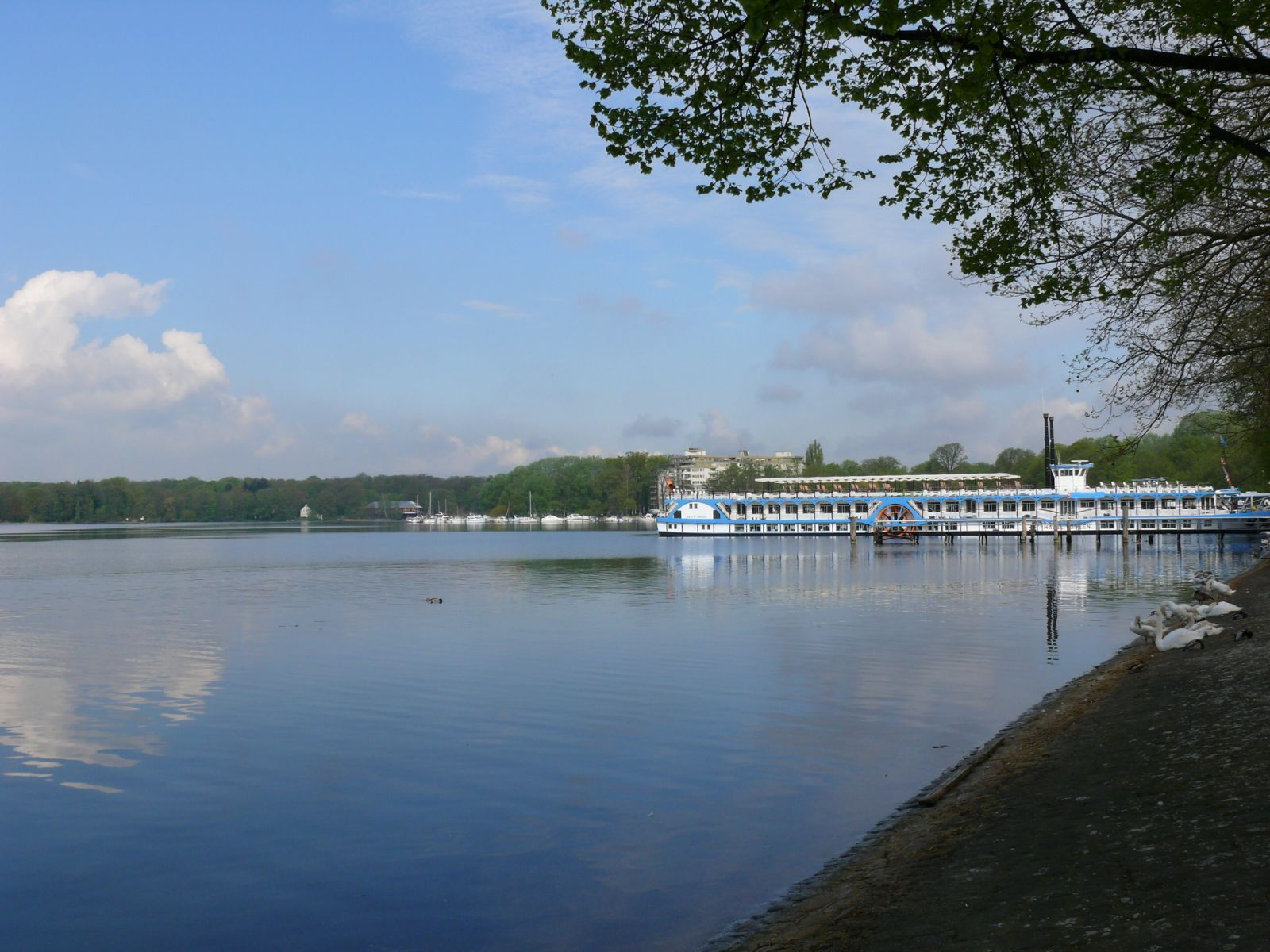
Tegeler See bei Alt-Tegel

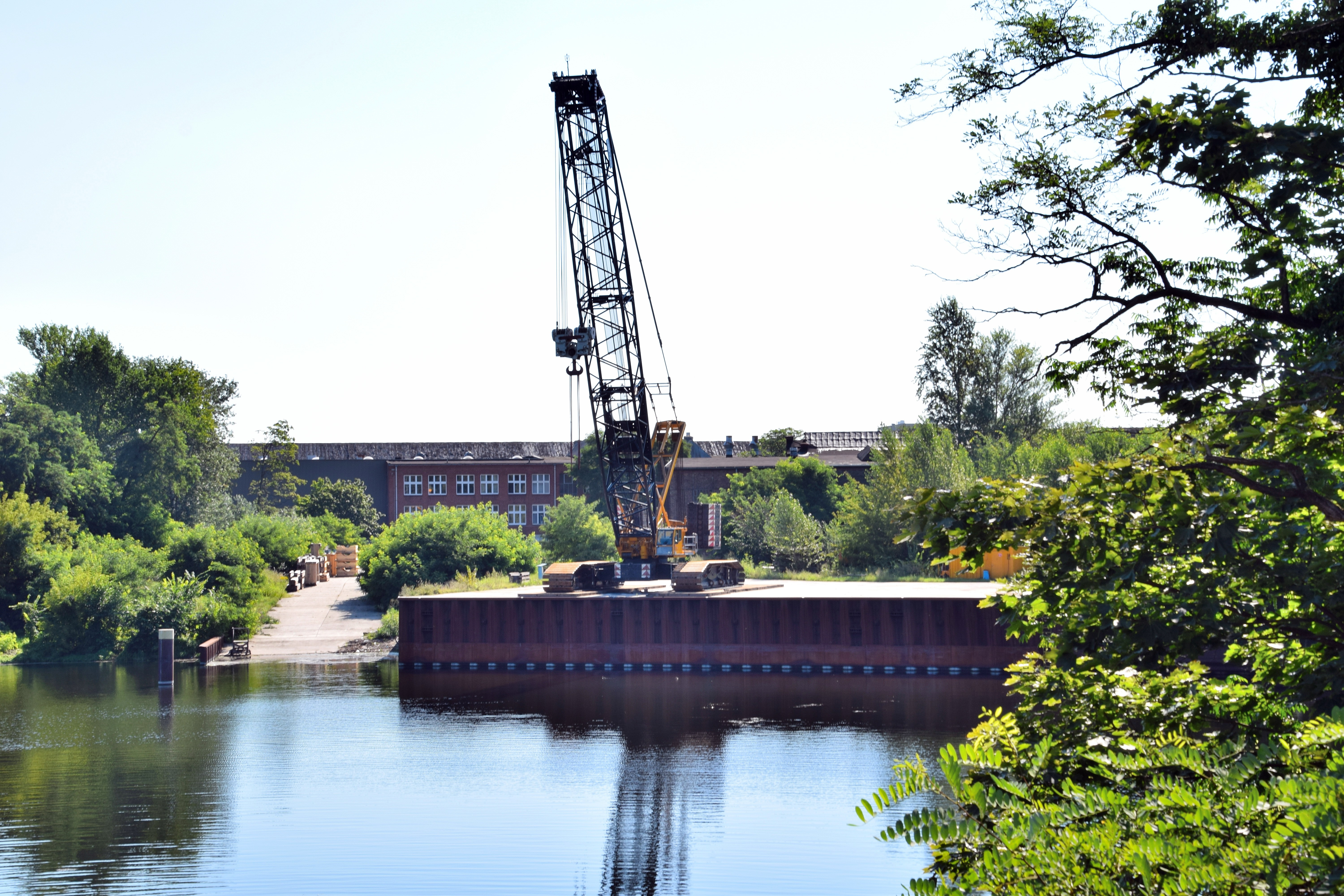
Der Borsig-Binnenhafen am hinteren Bereich des Borsig-Werksgeländes mit neuer Kaimauer, August 2017

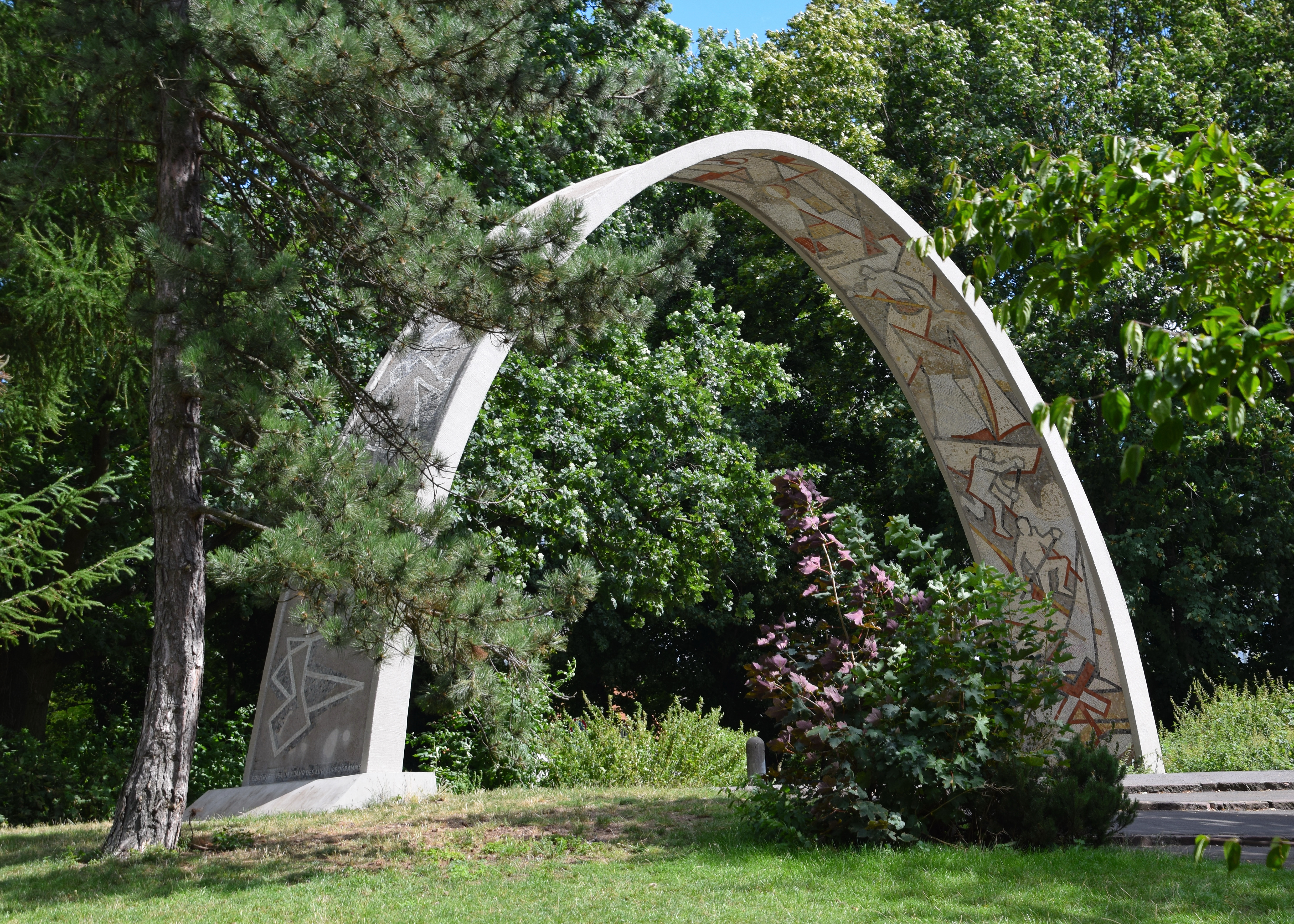
Borsigbogen an der Freitreppe (1954) mit Bildmosaiken der Berliner Wiederaufbau-Aktivitäten

An der östlichen Seite erweitert sich der See zum Borsighafen, am hinteren Werksgelände der Borsig-Werke. Auf der gegenüberliegenden Seite vom Borsighafen, oberhalb der breiten Freitreppe, die vom Anfangspunkt der Greenwichpromenade bis hinunter an den See führt, steht seit 1954 der schlanke Borsigbogen von Gerhard Schultze-Seehof mit Bildmosaiken.
Am Nordostufer des Sees, unterhalb der „Seeterrassen“ an der Greenwichpromenade, befinden sich die Schiffsanlegestellen der verschiedenen Reedereien. Die Uferpromenade wurde als lange Allee zum Flanieren mit Ruhebänken und Kinderspielplätzen gestaltet. Der nördliche Teil der Promenade endet an der Tegeler Hafenbrücke (auch „Sechserbrücke“ genannt). Sie bildet die Zufahrt zum 1908 als Verbreiterung der Mündung des Tegeler Fließes gebauten Tegeler Industriehafens. Große Teile des Ostufers sind in der Hand von Bootsvereinen und öffentlich nicht zugänglich. Am 25. März 1852 fand am Seeufer das Duell Vincke–Bismarck statt.

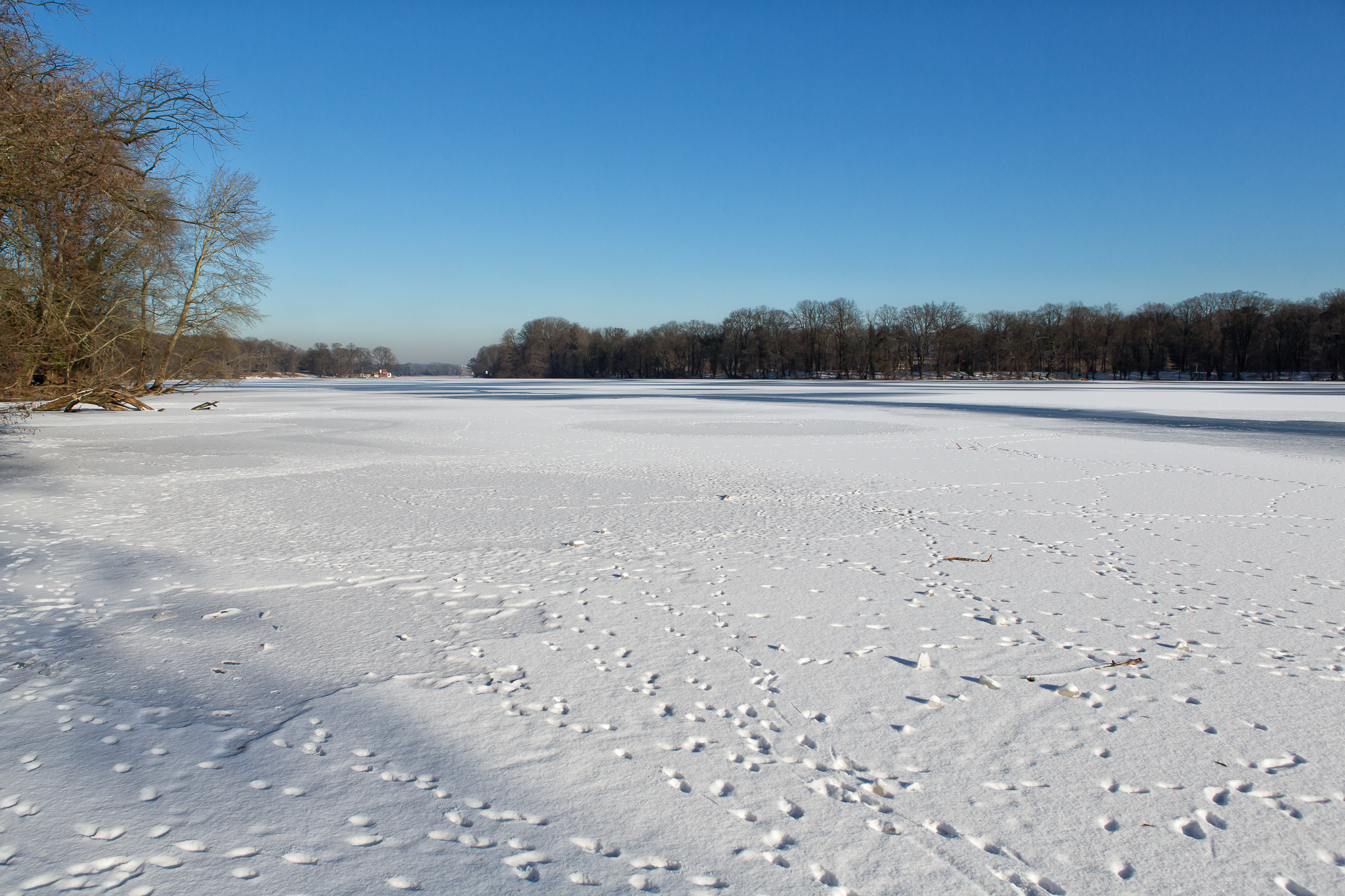
Winterlicher Blick von Tegelort auf Scharfenberg und die Scharfenberger Fähre. Die Tierspuren spiegeln die aktive Fauna im Tegeler Forst wider.

Im Tegeler See liegen (von Nord nach Süd) die Inseln Hasselwerder, Lindwerder, Scharfenberg, Reiswerder, Baumwerder, Valentinswerder und Maienwerder, auf denen sich teilweise Kleingartenkolonien befinden, sowie die im Nordwesten in den See ragende Halbinsel Reiherwerder mit der Borsig-Villa Reiherwerder, die früher aus zwei separaten Inseln Großer und Kleiner Reiherwerder bestand. Südöstlich gegenüber von Reiherwerder liegt die Halbinsel Gänsewerder. Dazwischen erreicht der See seine größte Tiefe von knapp 16 Metern.
Obwohl der Borsighafen und der Tegeler Hafen nach der Berliner Gewässersystematik Teile bzw. Untergliederungen des Tegeler Sees sind, werden ihre Flächen gemeinhin nicht zur Seefläche gerechnet. Damit zählen auch die beiden künstlichen Inseln im Tegeler Hafen (Humboldtinsel und Tegeler Insel) nicht zu den Inseln im Tegeler See.
| Nr. | Insel                 | Fläche (in m²) | Bevölkerung (Stand: 2006) |
| --- | --------------------- | -------------- | ------------------------- |
| 1   | Hasselwerder          | 12.321         | –                         |
| 2   | Lindwerder            | 9.500          | –                         |
| 3   | Reiswerder            | 35.077         | –                         |
| 4   | Scharfenberg          | 200.190        | 09                        |
| 5   | Baumwerder            | 52.361         | –                         |
| 6   | Valentinswerder       | 132.028        | 20                        |
| 7   | Maienwerder           | 56.571         | –                         |
|     | Inseln im Tegeler See | 498.048        | 29                        |

Gegenüber der Havel wird der See im Süden durch das Westufer von Valentinswerder begrenzt, sowie durch die 3,11 Hektar große Halbinsel Auf der Hallig (mit der Kleingartenkolonie Kleine Hallig), die den Tegeler See vom Hohenzollernkanal trennt, sowie die Kleine Malche, die vom Tegeler See durch Landzungen abgetrennt ist. Trotz nahezu vollständiger Abtrennung vom offenen Tegeler See wird die Kleine Malche immer noch als südlichste Ausbuchtung des Sees bezeichnet. (Die nördlichste Bucht des Tegeler Sees dagegen heißt Großer Malchsee.) Die nur 140 Meter südwestlich von Valentinswerder gelegene Insel Großer Wall liegt damit bereits außerhalb des Tegeler Sees und ist eine Flussinsel der Havel.

„Tegelscher See, ziemlich großer See bei ebengenanntem Dorfe, der mit der Havel in offener Verbindung steht und 3 kleine Inseln hat.“

## Ökologie
Hinsichtlich des Belastungszustandes mit organisch abbaubarem Material hat der Tegeler See als erstes Berliner Gewässer die EU-Güteklasse II erreicht.
Im Juni 2017 starben am Tegeler See innerhalb weniger Tage 14 Hunde an einer Vergiftung. Eine Obduktion in der Pathologie der Veterinärmedizinischen Klinik der Freien Universität in Düppel ergab, dass in mindestens einem Fall eine seltene giftige Blaualge im See verantwortlich war.